# Parchi nazionali dell'Indonesia
L'Indonesia ha una rete di 50 parchi nazionali, amministrati dal Ministero delle Foreste.

## Bali e Piccole Isole della Sonda
| Nome                                   | Superficie | Superficie | Anno | Caratteristiche         |
| Nome                                   | km²        | miq        | Anno | Caratteristiche         |
| -------------------------------------- | ---------- | ---------- | ---- | ----------------------- |
| Parco nazionale di Bali Barat          | 190        | 73         | 1995 |                         |
| Parco nazionale di Gunung Rinjani      | 400        | 150        | 1990 |                         |
| Parco nazionale di Kelimutu            | 50         | 20         | 1992 |                         |
| Parco nazionale di Komodo              | 1817       | 701        | 1980 | Patrimonio dell'umanità |
| Parco nazionale di Laiwangi Wanggameti | 470        | 180        | 1998 |                         |
| Parco nazionale di Manupeu Tanah Daru  | 880        | 340        | 1998 |                         |

## Giava

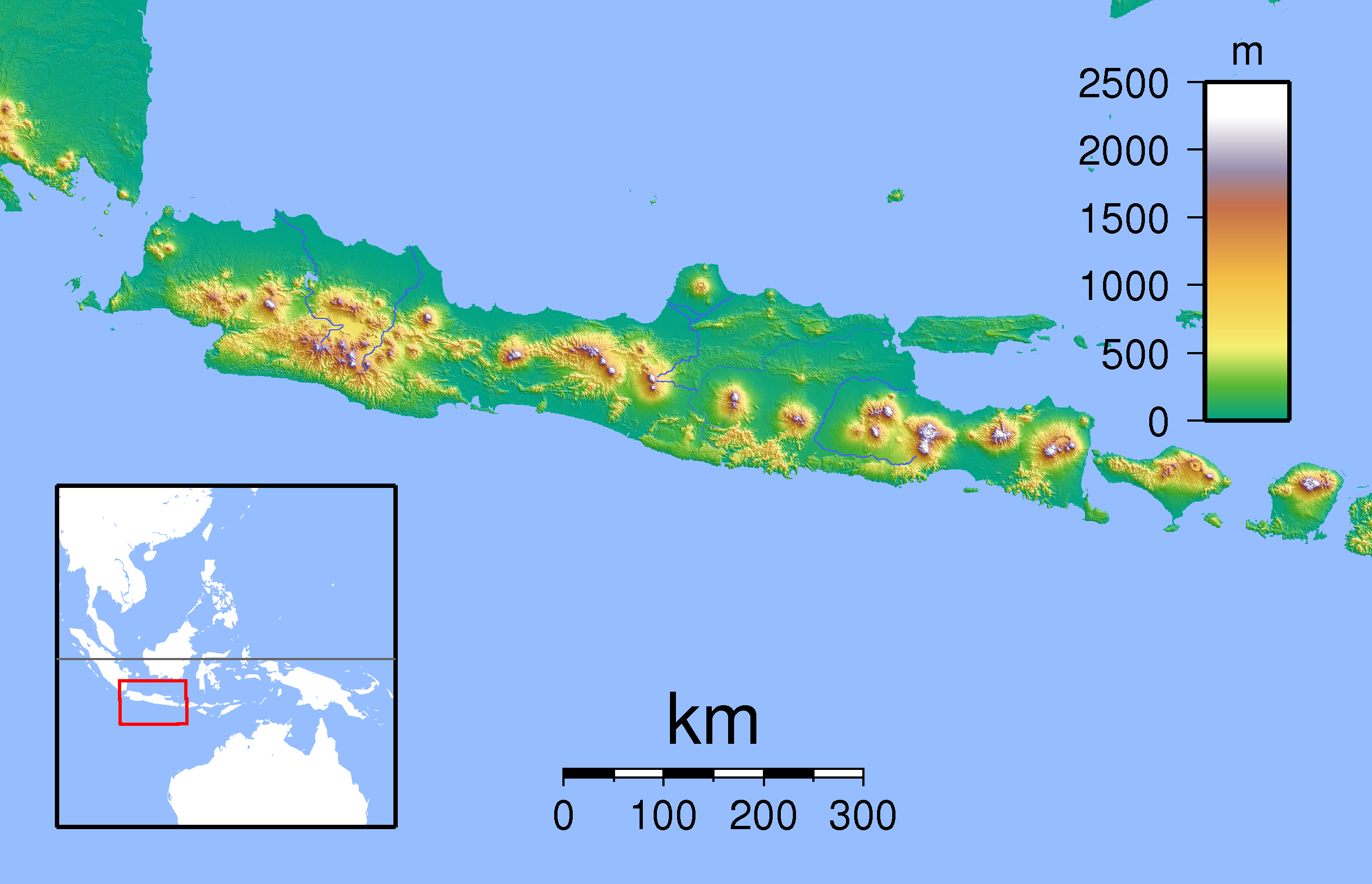
Topografia di Giava

| Nome                                     | Superficie | Superficie | Anno | Caratteristiche         |
| Nome                                     | km²        | miq        | Anno | Caratteristiche         |
| ---------------------------------------- | ---------- | ---------- | ---- | ----------------------- |
| Parco nazionale di Alas Purwo            | 434        | 168        | 1992 |                         |
| Parco nazionale di Baluran               | 250        | 96         | 1980 |                         |
| Parco nazionale Bromo-Tengger-Semeru     | 503        | 194        | 1983 |                         |
| Parco nazionale di Gunung Ciremai        | 155        | 60         | 2004 |                         |
| Parco nazionale di Gunung Gede Pangrango | 150        | 58         | 1980 |                         |
| Parco nazionale del Monte Halimun Salak  | 400        | 150        | 1992 |                         |
| Parco nazionale di Gunung Merapi         |            |            |      |                         |
| Parco nazionale di Gunung Merbabu        | 64         | 25         | 2005 |                         |
| Parco nazionale di Karimun Java          | 1116       | 431        | 1986 | Parco marino            |
| Parco nazionale di Kepulauan Seribu      | 1080       | 420        | 1982 | Parco marino            |
| Parco nazionale di Meru Betiri           | 500        | 190        | 1982 |                         |
| Parco nazionale di Ujung Kulon           | 1223       | 472        | 1992 | Patrimonio dell'umanità |

## Kalimantan

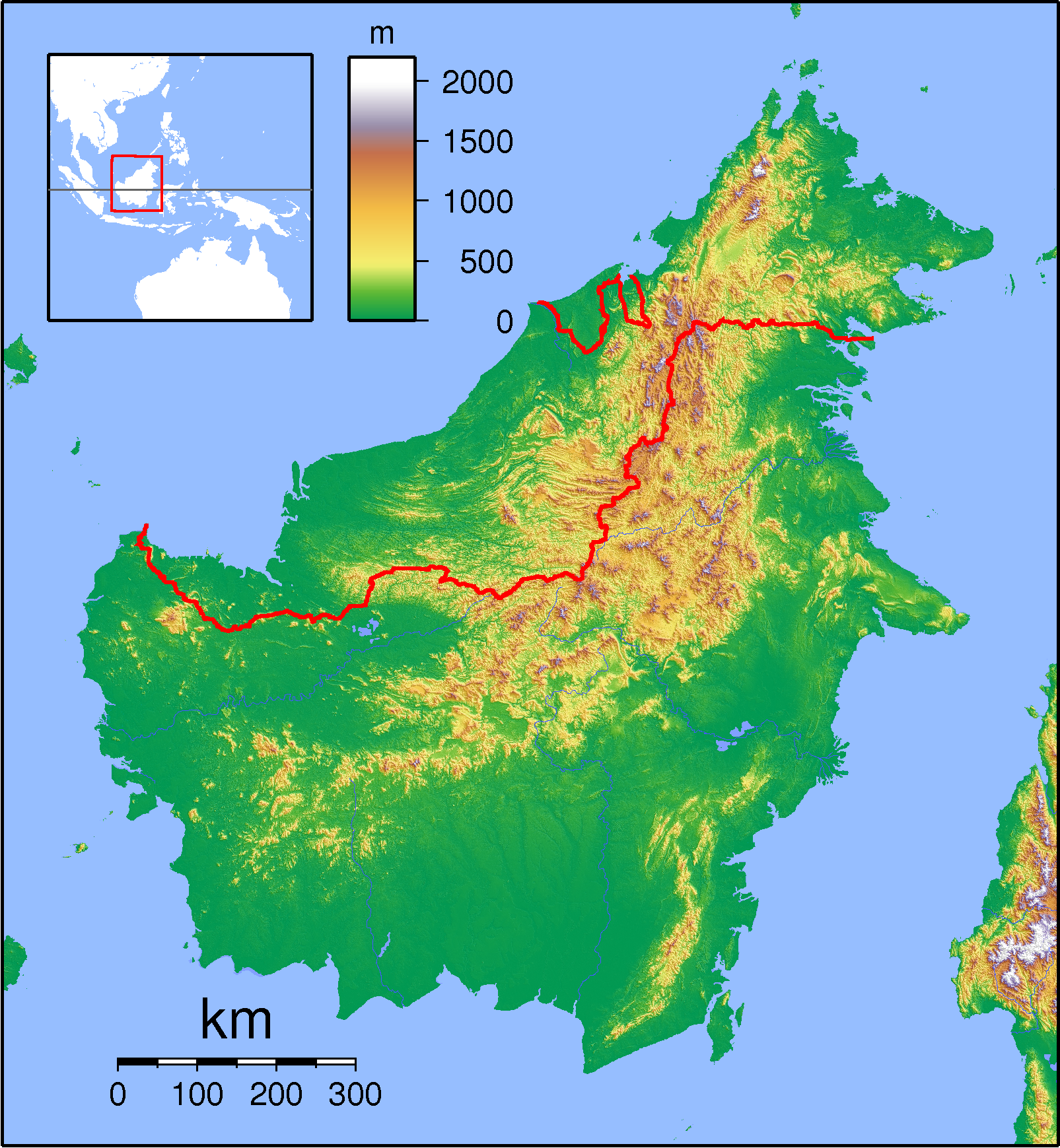
Topografia del Borneo

| Nome                                     | Superficie | Superficie | Anno | Caratteristiche                                                   |
| Nome                                     | km²        | miq        | Anno | Caratteristiche                                                   |
| ---------------------------------------- | ---------- | ---------- | ---- | ----------------------------------------------------------------- |
| Parco nazionale di Betung Kerihun        | 8000       | 3100       | 1992 | Proposto per l'inserimento nella lista dei patrimoni dell'umanità |
| Parco nazionale di Bukit Baka Bukit Raya | 1811       | 699        | 1992 |                                                                   |
| Parco nazionale di Danau Sentarum        | 1320       | 510        |      |                                                                   |
| Parco nazionale di Gunung Palung         | 900        | 350        | 1990 |                                                                   |
| Parco nazionale di Kayan Mentarang       | 13.605     | 5252       | 1996 |                                                                   |
| Parco nazionale di Kutai                 | 1986       | 767        | 1982 |                                                                   |
| Parco nazionale di Sabangau              | 5687       | 2196       | 2004 |                                                                   |
| Parco nazionale di Tanjung Puting        | 3550       | 1370       | 1982 |                                                                   |

## Molucche e Irian Jaya
| Nome                                  | Superficie | Superficie | Anno | Caratteristiche         |
| Nome                                  | km²        | miq        | Anno | Caratteristiche         |
| ------------------------------------- | ---------- | ---------- | ---- | ----------------------- |
| Parco nazionale di Aketajawe-Lolobata | 1673       | 646        | 2004 |                         |
| Parco nazionale di Lorentz            | 25.050     | 9679       | 1997 | Patrimonio dell'umanità |
| Parco nazionale di Manusela           | 1890       | 729        | 1982 |                         |
| Parco nazionale di Teluk Cenderawasih | 14.535     | 5611       | 2002 |                         |
| Parco nazionale di Wasur              | 4138       | 1598       | 1990 |                         |

## Sulawesi

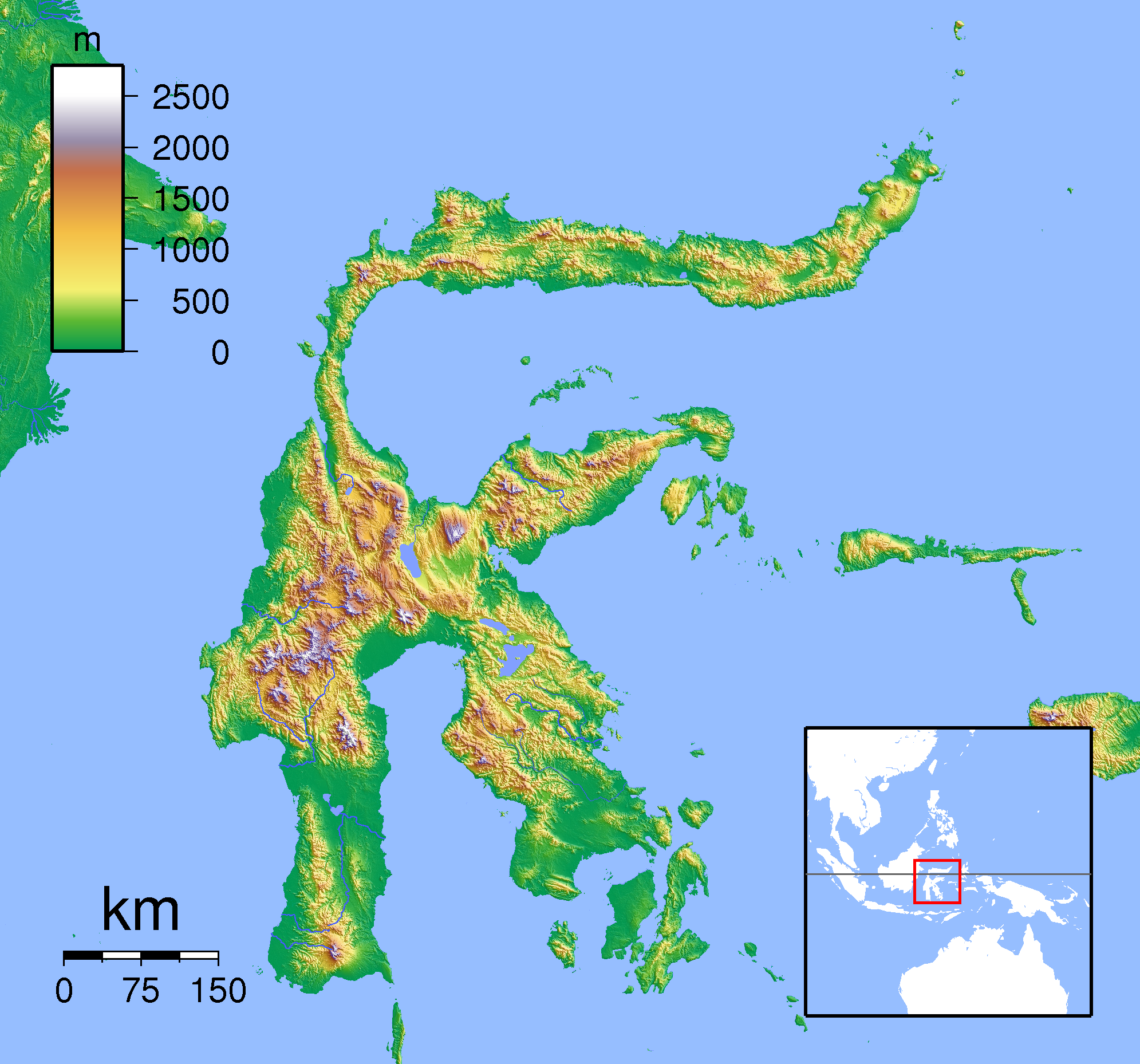
Topografia di Sulawesi

| Nome                                         | Superficie | Superficie | Anno | Caratteristiche |
| Nome                                         | km²        | miq        | Anno | Caratteristiche |
| -------------------------------------------- | ---------- | ---------- | ---- | --------------- |
| Parco nazionale di Bantimurung - Bulusaraung | 480        | 185        | 2004 |                 |
| Parco nazionale di Bogani Nani Wartabone     | 2871       | 1108       | 1991 |                 |
| Parco nazionale di Bunaken                   | 791        | 305        | 1989 | Parco marino    |
| Parco nazionale di Kepulauan Togean          | 3620       | 1400       | 2004 | Parco marino    |
| Parco nazionale di Kepulauan Wakatobi        | 13.900     | 5370       | 2002 | Parco marino    |
| Parco nazionale di Lore Lindu                | 2180       | 884        | 1982 |                 |
| Parco nazionale di Rawa Aopa Watumohai       | 1052       | 406        | 1989 |                 |
| Parco nazionale di Taka Bone Rate            | 5308       | 2049       | 2001 | Parco marino    |
| Parco nazionale di Gandang Dewata            | 793        | 306        | 2016 |                 |

## Sumatra

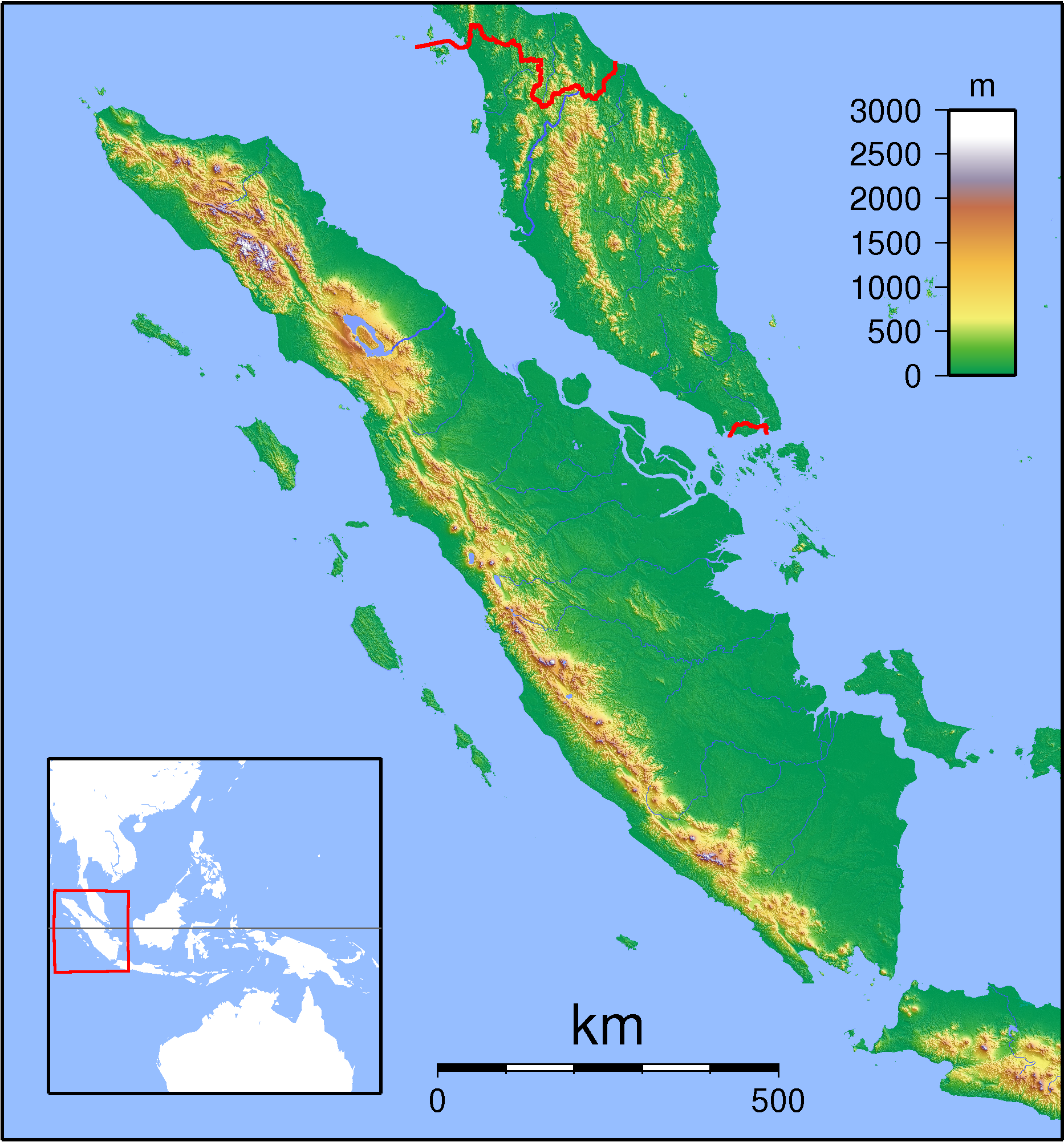
Topografia di Sumatra

| Nome                                     | Superficie | Superficie | Anno | Caratteristiche                                                           |
| Nome                                     | km²        | miq        | Anno | Caratteristiche                                                           |
| ---------------------------------------- | ---------- | ---------- | ---- | ------------------------------------------------------------------------- |
| Parco nazionale di Batang Gadis          | 1080       | 417        | 2004 |                                                                           |
| Parco nazionale di Berbak                | 1627       | 628        | 1935 |                                                                           |
| Parco nazionale di Bukit Barisan Selatan | 3650       | 1410       | 1999 | Fa parte della Foresta tropicale di Sumatra, sito Patrimonio dell'umanità |
| Parco nazionale di Bukit Duabelas        | 605        | 233        |      |                                                                           |
| Parco nazionale di Bukit Tiga Puluh      | 1277       | 493        |      |                                                                           |
| Parco nazionale di Gunung Leuser         | 7927       | 3061       | 1980 | Fa parte della Foresta tropicale di Sumatra, sito Patrimonio dell'umanità |
| Parco nazionale di Kerinci Seblat        | 13.750     | 5310       | 1999 | Fa parte della Foresta tropicale di Sumatra, sito Patrimonio dell'umanità |
| Parco nazionale di Sembilang             | 2051       | 792        |      |                                                                           |
| Parco nazionale di Siberut               | 1905       | 735        | 1992 |                                                                           |
| Parco nazionale di Tesso Nilo            | 386        | 149        | 2004 |                                                                           |
| Parco nazionale di Way Kambas            | 1300       | 500        | 1989 |                                                                           |